# Paranitocrella bastiani
Paranitocrella bastiani is een eenoogkreeftjessoort uit de familie van de Ameiridae. De wetenschappelijke naam van de soort is voor het eerst geldig gepubliceerd in 2009 door Tang & Knott.